# Тестостерон
Тестостеро́н (від лат. testis «чоловіче яєчко, чоловіча сила» і грец. στερεόω «зміцнюю») — чоловічий статевий гормон; за біохімічною природою — стероїд.

## Фізіологія
Тестостерон виробляється головним чином в яєчках, а також (менше) у плаценті та надниркових залозах (кіркова речовина надниркової залози). У чоловіків за добу утворюється близько 10 мг, у жінок — 0,4 мг речовини.
У крові тестостерон циркулює в неактивній формі у комплексі з β-глобуліном.
Тестостерон стимулює розвиток чоловічих статевих органів та вторинних статевих ознак (зокрема, ріст волосся на обличчі, огрубіння голосу, облисіння); сприяє також росту кісток.

## Клінічне значення
Тестостерон застосовується для лікування порушення статевої системи чоловіків; при гіпогонадизмі (іноді при жіночому) і пов'язаних з ним судинних і нервових розладах; при акромегалії. Вживають тестостерон суворо за призначенням лікаря.

## Спорт
Тестостерон у спорті використовується дуже активно. Найбільше своє застосування він знайшов у силових дисциплінах. Сам Арнольд Шварценеггер визнавав, що використовував препарат під назвою метандіенон під час усієї своєї професійної кар'єри та навіть після її завершення, оскільки для зйомок у фільмах повинен був демонструвати велику м'язову масу тіла.
Але силовий тренінг зі свого боку також впливає на секрецію ендогенного тестостерону. Найважчі, базові вправи, що виконуються зі штангою: жим лежачи, присідання зі штангою та станова тяга не тільки збільшують м'язовий об'єм та силу, а також стимулюють рівень тестостерону на деякий час. Окрім бодібілдингу, за вживанням препаратів на основі тестостерону були спіймані атлети інших видів спорту
Теніс: 15 січня 2020 року у крові чемпіона Вімбелдону в парному розряді Роберта Фарах був виявлений болденон.
Бейсбол: Дженррі Мехіа, який раніше грав за New York Mets, був відсторонений від тренувань в липні 2015 року через позитивний результат тесту на болденон і станозолол. Авраам Альмонте був дискваліфікований на 80 ігор до сезону 2016 року після позитивного результату тесту на болденон.
Змішані бойові мистецтва: у крові Стефана Боннара і Джоша Барнетта, бійців змішаних бойових мистецтв (ММА) з UFC також знайшли залишки ефірів тестостерону. Після шоу World Extreme Cagefighting чемпіон ММА Кіт Коуп також дав позитивний результат на болденон.
Австралійська футбольна ліга: Джастін Чарльз, колишній бейсболіст нижчої ліги команди «Флорида Марлінз» з Річмонда, дав позитивний результат на станозалол в 1997 році і був дискваліфікований на 16 матчів.
Вища ліга футболу: Джон Конвей (воротар) і Джефф Парк (захисник) команди New York Red Bulls дали позитивний результат на стероїдні препарати в 2008 році та були відсторонені від участі в 10 іграх і оштрафовані на 10 % від їхнього річного доходу.

## Вплив силових тренувань на підвищення рівня тестостерону у чоловіків в зрілому віці
У 2019 на базі факультету фізичного виховання і спорту Університету Коменського в Братиславі, Словаччина, були проведені дослідження на тему: силові тренування як додаткова терапія андрогенної недостатності у старіючих чоловіків (ADAM): протокол дослідження для трьохкомпонентного клінічного випробування. Протягом 12 тижнів вивчався вплив силових протоколів на м'язову масу, силу та витривалість, які включали виконання вправ на великі групи м'язів з інтенсивністю від 70 % до 80 % від 1ПМ (максимум одного повторення). По завершенню цього строку були відзначені сприятливі ефекти при виконанні базових вправ зі штангою: присідань і жиму штанги лежачи, а також жиму ногами в тренажері за певним протоколом (5 підходів по 5 повторень з перервою в одну хвилину), щодо якості життя, стомлюваності, м'язової сили, м'язової витривалості. А також композиції тіла у літніх чоловіків з раком простати, які отримують терапію андрогенної депривації, таким чином, знаходяться у важкому стані з хронічно низьким рівнем тестостерону.

## Вплив їжі на тестостерон
Правильне і збалансоване харчування — один з основних способів підвищити тестостерон. Саме поживні елементи, що містяться в різних продуктах, активізують процес його синтезу і нормалізують загальний стан організму. До них відносяться: авокадо, жирна риба, перець чилі, імбир, селера, волоські горіхи, гарбузове насіння, броколі. Регулярне вживання цих продуктів підвищує рівень чоловічого статевого гормону і покращує лібідо. Нарівні з продуктами, стимулюючими секрецію ендогенного тестостерону, є й ті, які знижують його рівень. Найбільше шкодить чоловічому здоров'ю вживання: рафінованого цукру, газованих напоїв, пива, копченої їжі, продуктів, що містять трансжири і сою.